# ターフドンナ
ターフドンナ（独:Turfdonna、2012年5月1日 - ）は、ドイツの競走馬。2015年ディアナ賞の勝ち馬である。現役引退後は日本の社台ファームによって所有され、繁殖牝馬として同国の重賞馬エリザベスタワーを生産した。

## 競走馬時代

### デビュー前
2012年5月1日、アウエンケル牧場によってドイツで生産される。
父は、現役時キングジョージ6世&クイーンエリザベスステークスを勝ち、2009年から2011年までドイツのアウエンケル牧場に繋養された種牡馬ドワイエン。母は、アウエンケル牧場に繋養されているビッグシャッフル牝駒の繁殖牝馬ターフアウエ。本馬はその7番仔に当たる。2代母は、ブルクエーベルシュタインスタッドが生産したシャーディー牝駒のターフクエレ。ターフクエレは、アウエンケル牧場で繁殖入りして同牧場におけるこの牝系の祖となったほか、吉田照哉に所有されて現役時リディアテシオ賞を勝ち繁殖牝馬としてはGII競走勝ち馬ロサギガンティアの母馬となった牝駒のターフローズを生産している。

### 3歳時（2015年）
アウエンケル牧場によって所有され、ローラント・ズバシュ調教師に手掛けられた3歳馬ターフドンナは、4月5日、3歳牝馬の未出走馬限定戦である1835年ケーニヒスベルク競馬会賞（芝1800メートル）でデビューする予定であったが、ここではゲート入りが悪く出走取消となった。代わって4月26日、3歳馬の未出走馬限定戦である春の使者賞（芝1800メートル）に出走し、イギリス人騎手のハリー・ベントレーを鞍上に4馬身差で優勝。同競走の5着には後のG1競走3勝馬イキートスが入っている。この勝ち上がりが注目された本馬は、アウエンケル牧場からオーストラリアンブラッドストックへと売却され、5月13日、アンドレアス・ヴェーラー調教師のもとに転厩した。
5月24日、ディアナトライアル（G2、芝2000メートル）に出走。競走では中団を進んだが、直線の勝負どころでは手応えが悪く、最後は4着馬にも交わされて勝ち馬ナイトフラワーの5着に敗れた。次いで、ハンブルク牝馬賞（G3、芝2200メートル）に参戦。競走では中団待機から追い上げ、勝ち馬アンナカタリナの3着に入った。
3戦1勝馬のターフドンナは、8月2日、第157回ディアナ賞（G1、芝2200メートル）に単勝16.7倍のオッズで出走。騎手は、2013年ペネロパで同競走を勝利しているエドワード・ペドロサが配された。競走では道中を好位追走で運び、直線では押し切ってナイトフラワーに3/4馬身差を付けて優勝。ドワイエン産駒はG1競走初勝利。ヴェーラー調教師は前年のフィオドラに続いて同競走2連勝となった。競走後、ヴェーラーは同競走の条件11ハロンが本馬の距離適性の限度であるとして、今後は10ハロン路線に戻すことを示唆した。
ディアナ賞を勝ったターフドンナは、次いで、10月10日アメリカ合衆国のキーンランド競馬場で施行されるクイーンエリザベス2世チャレンジカップステークスが目標となった。しかし、怪我を負ったためこれを回避。その後は再び出走することなく、残りの同シーズンを休養に充てた。2015年11月頃、日本の吉田照哉に売却され、現役引退して繁殖牝馬となった。
2015年シーズンのターフドンナは、31万3000ユーロの賞金を獲得し、これはヌタンに次ぐ同年ドイツ2位の記録であった。最高GAGは96キログラム。なお、同年のドイツ年度代表馬には、ディアヌ賞2着、バーデン大賞2着、オイロパ賞勝利のナイトフラワーが選出されている。

## 競走成績
以下の内容は、Deutscher Galoppによる。
| 出走日     | 競馬場         | 競走名           | 格 | 頭数 | オッズ（人気） | 着順 | 騎手         | 斤量 | 距離（馬場）  | タイム  | 着差     | 1着（2着）馬    |
| ---------- | -------------- | ---------------- | -- | ---- | -------------- | ---- | ------------ | ---- | ------------- | ------- | -------- | --------------- |
| 2015.04.26 | ホッペガルテン | 3歳未出走        |    | 8    | 04.7（3人）    | 01着 | H.ベントレー | 56   | 芝1800m（良） | 1:52.20 | 4馬身    | （Bergwind）    |
| 0000.05.24 | ホッペガルテン | ディアナTR       | G2 | 5    | 04.2（3人）    | 05着 | H.ベントレー | 58   | 芝2000m（良） | -       | 4馬身3/4 | Nightflower     |
| 0000.07.04 | ハンブルク     | ハンブルク牝馬賞 | G3 | 4    | 17.5（6人）    | 03着 | J.ボイコ     | 58   | 芝2200m（良） | -       | 2馬身1/2 | Anna Katharina  |
| 0000.08.02 | ホッペガルテン | ディアナ賞       | G1 | 10   | 16.7（6人）    | 01着 | E.ペドロサ   | 58   | 芝2200m（良） | 2:13.93 | 3/4馬身  | （Nightflower） |

## 繁殖牝馬時代
現役時にドイツのオークス競走であるディアナ賞を勝ったターフドンナは、2015年11月頃、日本の社台ファーム代表吉田照哉によって繁殖牝馬として購買される。これによってイギリスのニューセルズパークスタッドに繋養された。種牡馬のキングマンと配合されると、イギリスで初仔として牝駒エリザベスタワーを生産。同馬は、2021年チューリップ賞を1着同着で勝利することになる。
2018年12月頃、日本へ輸入。社台ファームで繁殖生活を送ることとなった。ドイツのオークス馬が日本に輸入されるのは、プンティラ（1997年生）、ミスティックリップス（2004年生）、ナイトマジック（2006年生）、エノラ（2007年生）、サロミナ（2009年生）、フィオドラ（2011年生）に続く7例目であった。

### 繁殖成績
|       | 生年   | 馬名               | 性 | 毛色   | 父                       | 馬主                   | 厩舎                           | 戦績                 | 出典   |
| ----- | ------ | ------------------ | -- | ------ | ------------------------ | ---------------------- | ------------------------------ | -------------------- | ------ |
| 初仔  | 2018年 | エリザベスタワー   | 牝 | 黒鹿毛 | Kingman                  | （有）社台レースホース | 栗東・高野友和                 | 6戦2勝（引退・繁殖） | [ 29 ] |
| 2番仔 | 2019年 | ヴィクトリアタワー | 牝 | 鹿毛   | Postponed                | （有）社台レースホース | 美浦・久保田貴士               | 2戦0勝（引退）       | [ 30 ] |
| 3番仔 | 2020年 | フルングニル       | 牡 | 青鹿毛 | イスラボニータ           | （有）社台レースホース | 栗東・杉山晴紀 →美浦・小手川準 | 9戦2勝（現役）       | [ 31 ] |
| 4番仔 | 2022年 | ハニードレス       | 牝 | 黒鹿毛 | ブリックスアンドモルタル | 吉田千津               | 美浦・牧光二                   | 4戦0勝（現役）       | [ 32 ] |
| 5番仔 | 2024年 | ターフドンナの2024 | 牡 | 青鹿毛 | コントレイル             |                        |                                |                      | [ 33 ] |

- 2025年4月13日現在

## 血統表
| ターフドンナの血統     | ターフドンナの血統             | ターフドンナの血統  | （血統表の出典）    | （血統表の出典） |
| 父 Doyen 鹿毛 2000     | 父の父Sadler's Wells 鹿毛 1981 | Northern Dancer     | Nearctic            | Nearctic         |
| 父 Doyen 鹿毛 2000     | 父の父Sadler's Wells 鹿毛 1981 | Northern Dancer     | Natalma             |                  |
| 父 Doyen 鹿毛 2000     | 父の父Sadler's Wells 鹿毛 1981 | Fairy Bridge        | Bold Reason         | Bold Reason      |
| 父 Doyen 鹿毛 2000     | 父の父Sadler's Wells 鹿毛 1981 | Fairy Bridge        | Special             |                  |
| 父 Doyen 鹿毛 2000     | 父の母Moon Cactus 鹿毛 1987    | Kris                | Sharpen Up          | Sharpen Up       |
| 父 Doyen 鹿毛 2000     | 父の母Moon Cactus 鹿毛 1987    | Kris                | Doubly Sure         |                  |
| 父 Doyen 鹿毛 2000     | 父の母Moon Cactus 鹿毛 1987    | Lady Moon           | Mill Reef           | Mill Reef        |
| 父 Doyen 鹿毛 2000     | 父の母Moon Cactus 鹿毛 1987    | Lady Moon           | *ムーンライトナイト |                  |
| 母 Turfaue 黒鹿毛 2000 | 母の父Big Shuffle 鹿毛 1984    | Super Concorde      | Bold Reasoning      | Bold Reasoning   |
| 母 Turfaue 黒鹿毛 2000 | 母の父Big Shuffle 鹿毛 1984    | Super Concorde      | Prime Abord         |                  |
| 母 Turfaue 黒鹿毛 2000 | 母の父Big Shuffle 鹿毛 1984    | Raise Your Skirts   | Elevation           | Elevation        |
| 母 Turfaue 黒鹿毛 2000 | 母の父Big Shuffle 鹿毛 1984    | Raise Your Skirts   | Strings Attached    |                  |
| 母 Turfaue 黒鹿毛 2000 | 母の母Turfquelle 鹿毛 1993     | *シャーディー       | Danzig              | Danzig           |
| 母 Turfaue 黒鹿毛 2000 | 母の母Turfquelle 鹿毛 1993     | *シャーディー       | Unfurled            |                  |
| 母 Turfaue 黒鹿毛 2000 | 母の母Turfquelle 鹿毛 1993     | Thekla              | Prince Ippi         | Prince Ippi      |
| 母 Turfaue 黒鹿毛 2000 | 母の母Turfquelle 鹿毛 1993     | Thekla              | Tania               |                  |
| 母系(F-No.)            | (FN:8-b)                       | (FN:8-b)            | (FN:8-b)            | [ § 2 ]          |
| 5代内の近親交配        | Northern Dancer 3×5            | Northern Dancer 3×5 | Northern Dancer 3×5 | [ § 3 ]          |
| 出典                   | 1. 2. 3.                       | 1. 2. 3.            | 1. 2. 3.            | 1. 2. 3.         |